# Овернське герцогство
Овернське герцогство (фр. Duché d'Auvergne) — апанажне герцогство, засноване в 1360 році французьким королем Іоанном II на королівських землях в Оверні (фр. Terre royale d'Auvergne), яке існувало паралельно з значно зменшеним Овернським графством.

## Історія
Оскільки володарі Овернського графства і Овернського дофінату були прибічниками Плантагенетів, французький король Філіпп II Август наполегливо боровся з Платагенетами за повернення цих володінь під владу Французького королівства. У 1195 році він окупував частину Оверні (включно зі столицею Ріомом) та у 1213 році включив її до королівського домену як Овернські землі (фр. Terre d'Auvergne). Після чергового втручання короля, викликаного суперечкою між графом Гвідо II і прихильним до короля єпископом Клермона, все графство було конфісковано та включено до королівського домену.
У 1241 році Овернські землі (фр. Terre d'Auvergne) були надані графу Пуатевінському Альфонсо I як паріаж. Після смерті Альфонсо без спадкоємця в 1271 році територія повернулася до корони. У 1360 році Іоанн II зробив королівські Овернські землі герцогством для свого сина Іоанна. Дочка Іоанна Марія з 1370 року носила титул герцогині Овернської. Після смерті Іоанна в 1416 році герцогство повернулося до корони, але в 1426 році воно було передано чоловікові Марії Жану I Бурбонському. Після смерті в 1503 герцога П'єра I, права його дочки Сюзанни на спадщину були оскаржені знаменитим коннетаблем Карлом Бурбонським, графом де Монпансьє. Бажаючи примирити обидві сторони, Людовик XII поєднав їх шлюбом.
Через державну зраду коннетабля Карла Бурбонського, який вступив у союз з імператором Карлом V, його володіння були конфісковані в 1523 королем Франциском I. Пізніше на спадщину Сюзанни Бурбонської, яка померла бездітною, висунула свої претензії Луїза Савойська, матір'ю короля Франциска I, як найближча родичка небіжниці (Луїза була дочкою Маргарити Бурбонської та онукою Карла I Бурбонського і доводилася Сюзанні двоюрідною сестрою). У 1527 році Овернське герцогство було передано їй Франциском I разом із герцогствами Беррійським, Немурським та Ангулемським. Після її смерті герцогство було приєднано до королівського домену.
Пізніше титул герцога Овернського носив до вступу престол майбутній король Франції Карл X.

## Герцоги Овернські

### Перша лінія
- 1360—1416: Іоанн I (1340—1416), син короля Іоанна Доброго, граф Пуатевінський (1356—1360), потім герцог Беррійський (1360—1416), герцог Овернський (1356—1416) і граф Монпансьє (1384—1416) (графство придбане у 1384 р.); через його другий шлюб з Жанною II Овернською (1378—1424), граф Овернський (1404—1416) і граф Булонський (1404—1416)
- 1370—1434: Марія (близько 1375—1434), названа Марією Беррійською та герцогинею Овернською, молодшою донькою Іоанна.

### Друга лінія
- 1426—1434: Жан I, 1410 4-й герцог Бурбонський, 1426 1-й герцог Овернський, чоловік Марії
- 1434—1456: Карл I (1401—1456), син Марії та Іоанна I, 5-й герцог Бурбонський, 2-й герцог Овернський
- 1456—1488: Йоганн II (1426—1488), його син, 6-й герцог Бурбонський, 3-й герцог Овернський
- 1488—1488: Карл II (1433—1488), його брат, 7-й герцог Бурбонський, 4-й герцог Овернський
- 1488—1503: Петро II (1438—1503), його брат, 8-й герцог Бурбонський, 5-й герцог Овернський
- 1503—1521: Сюзанна (1491—1521), його дочка, 9-й герцог Бурбонський, 6-й герцог Овернський
- 1505—1527: Карл III. (1490—1527), її чоловік і останній нащадок герцога Іоанна I по чоловічій лінії, 10-й герцог Бурбонський, 7-й герцог Овернський, коннетабль Франції.